# Tour France
Tour France  är en skyskrapa i La Défense i Paris storstadsområde i Frankrike. Byggnaden är belägen vid Seine-stranden. Efter Tour Défense 2000 är Tour France den högsta lägenhetsbyggnaden i Île-de-France.